# Parey-sous-Montfort
Parey-sous-Montfort este o comună franceză situată în departamentul Vosges, în regiunea Grand Est.

## Geografie

### Comune limitrofe
| Belmont-sur-Vair | Gemmelaincourt |                    |
|                  |                | Domjulien          |
| Saint-Remimont   | Vittel         | They-sous-Montfort |

### Geologie și relief
Parey-sous-Montfort este situat la nord de Vittel, pe versantul unui deal care domină valea pârâului Malmaison, afluent al râului Petit Vair.

### Seismicitate
Comuna este situată într-o zonă cu seismicitate foarte scăzută.

### Hidrografie

#### Rețeaua hidrografică
Comuna este situată în bazinul hidrografic al râului Meuse, în cadrul bazinului Rin-Meuse. Este drenată de pârâul They și pârâul Malmaison.

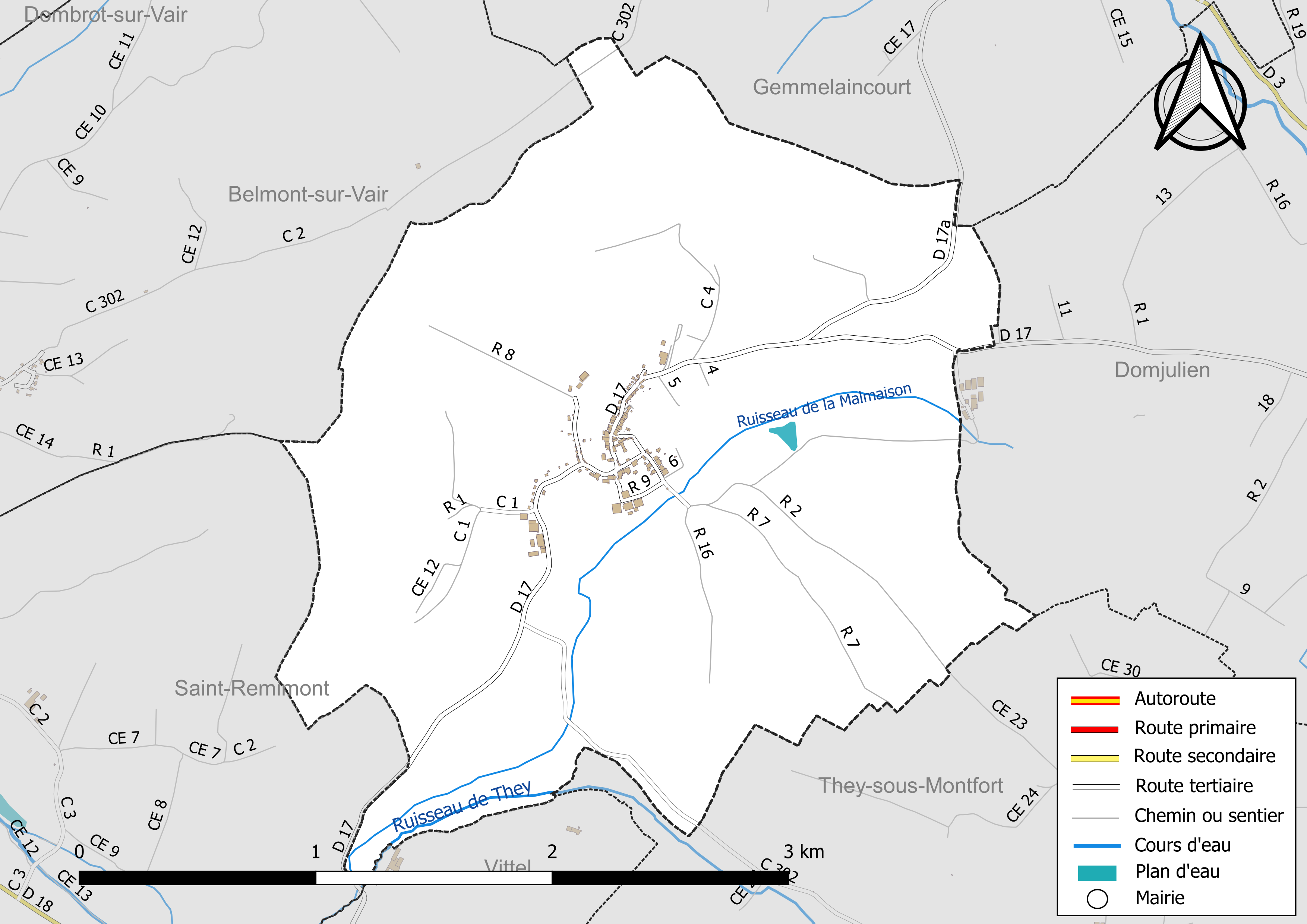
Rețelele hidrografice și rutiere Parey-sous-Montfort.

#### Managementul si calitatea apei
Teritoriul comunei este acoperit de schema de amenajare și de gestionare a apelor (SAGE) „Nappe des Grès du Trias Inférieur”. Acest document de planificare, care include teritoriul din zona de distribuție a apelor din pânza freatică a Grès din Triasicul Inferior (GTI), cu o suprafață de 1.497 km², este în curs de elaborare. Obiectivul urmărit este de a stabiliza nivelurile piezometrice ale pânzei freatice GTI și de a atinge un echilibru între extrageri și capacitatea de reîncărcare a pânzei freatice. Schema trebuie să fie coerentă cu obiectivele de calitate definite în SDAGE Rhin-Meuse și Rhône-Méditerranée. Structura responsabilă pentru elaborarea și implementarea acesteia este consiliul departamental al Vosges.
Calitatea apei și a cursurilor de apă poate fi consultată pe un site dedicat, gestionat de agențiile de apă și de Agenția Franceză pentru Biodiversitate.

### Clima
În 2010, clima comunei este clasificată ca fiind de tip montan, conform unui studiu realizat de Centrului Național de Cercetare Științifică (CNRS) pe baza unui set de date care acoperă perioada 1971-2000. În 2020, Météo-France publică o tipologie a climatului pentru Franța metropolitană, în care comuna se află într-o zonă de tranziție între climatul oceanic și climatul continental și este inclusă în regiunea climatică Lorraine, plateau de Langres, Morvan. Această regiune se caracterizează printr-o iarnă aspră (1,5 °C), vânturi moderate și ceață frecventă toamna și iarna.
Pentru perioada 1971-2000, temperatura medie anuală este de 9,4 °C, cu o amplitudine termică anuală de 17 °C. Cumulul anual mediu de precipitații este de 913 mm, cu 12,9 zile de precipitații în ianuarie și 9,5 zile în iulie. Pentru perioada 1991-2020, temperatura medie anuală observată la stația meteorologică Météo-France cea mai apropiată, „Lignéville”, situată în comuna Lignéville la 10 km în linie dreaptă, este de 10,3 °C și cumulul anual mediu de precipitații este de 856,3 mm. Temperatura maximă înregistrată la această stație este de 38,7 °C, atinsă pe 25 iulie 2019; temperatura minimă este de −17,5 °C, atinsă pe 20 decembrie 2009.
Parametrii climatici ai comunei au fost estimați pentru mijlocul secolului (2041-2070) conform diferitelor scenarii de emisie de gaze cu efect de seră, bazate pe noile proiecții climatice de referință DRIAS-2020. Aceștia pot fi consultați pe un site dedicat publicat de Météo-France în noiembrie 2022.

## Urbanism

### Tipologie
La 1 ianuarie 2024, Parey-sous-Montfort este clasificată ca o comună rurală cu habitat dispersat, conform noii grile comunale de densitate cu șapte niveluri definită de INSEE (Institutul Național de Statistică și Studii Economice) în 2022. Comuna este situată în afara unei unități urbane. De asemenea, comuna face parte din zona de atracție Vittel - Contrexéville, fiind una dintre comunele periferice. Această zonă, care include 72 de comune, este clasificată în categoria zonelor cu mai puțin de 50.000 de locuitori.

### Utilizarea terenului
Utilizarea terenurilor în comuna Parey-sous-Montfort, așa cum reiese din baza de date europeană privind ocuparea biogeofizică a solurilor Corine Land Cover (CLC), se caracterizează prin predominanța terenurilor agricole (68,8% în 2018), o proporție identică cu cea din 1990 (68,8%). Distribuția detaliată în 2018 este următoarea: pajiști (34,8%), păduri (26,8%), terenuri arabile (24,5%), zone agricole eterogene (9,5%) și zone urbanizate (4,4%). Evoluția ocupării terenurilor în comună și a infrastructurilor sale poate fi observată pe diferitele reprezentări cartografice ale teritoriului: harta Cassini (secolul XVIII), harta de stat-major (1820-1866) și hărțile sau fotografiile aeriene ale IGN pentru perioada actuală (1950 până în prezent).

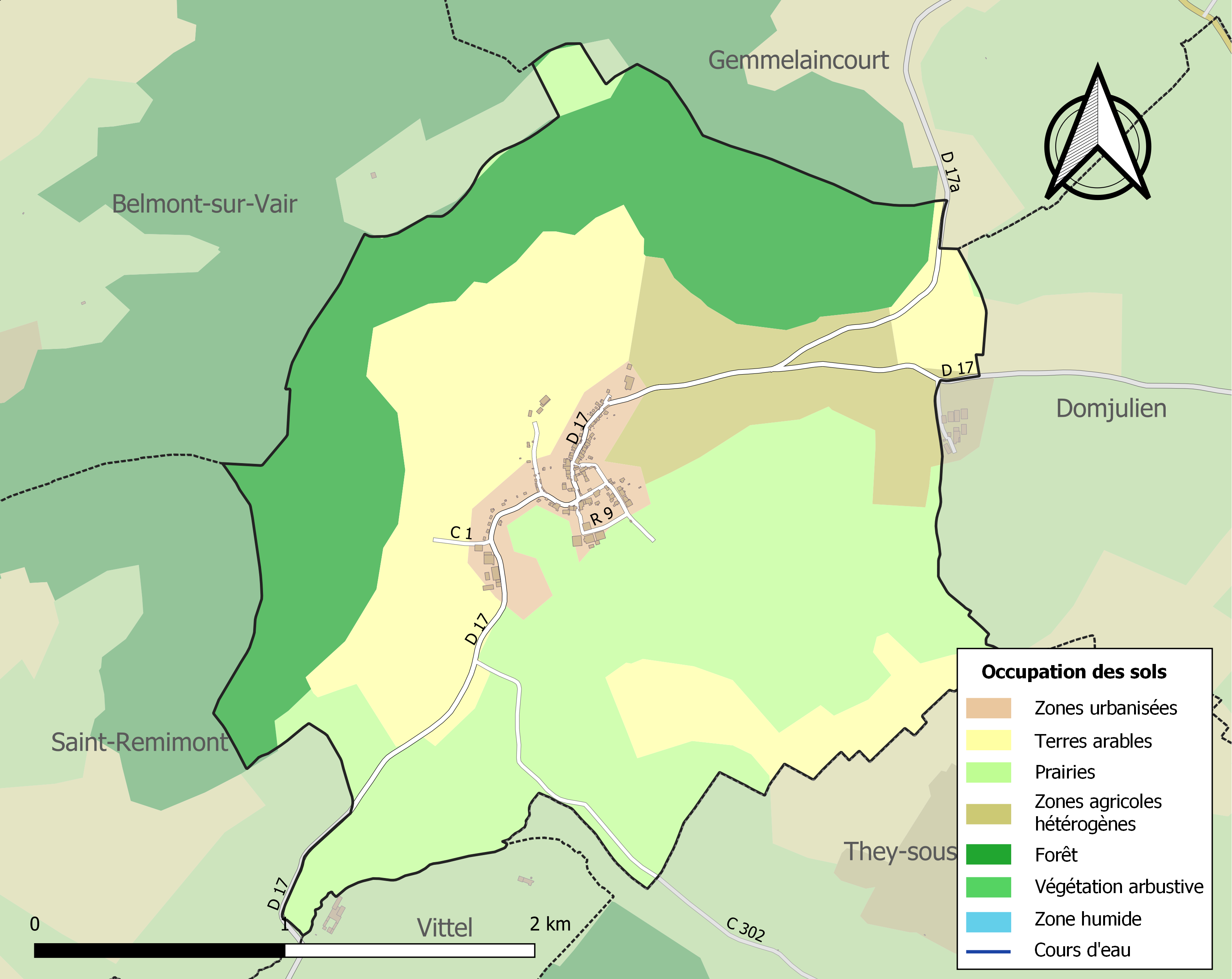
Harta infrastructurii și utilizării terenului a comunei în 2018 (CLC).

## Istorie
Prioria a fost fondată în 1662 de Joachim Vaultrin, originar din Parey. Călugării premonstratensi au achiziționat stăpânirea Parey, împreună cu drepturile feudale, precum și cele ale domeniului Lucy din Belmont-sur-Vair.
Minele de cărbune au fost exploatate în mod neregulat de diverse companii între anii 1820 și 1920.

## Populația și societatea

### Date demografice
Evoluția numărului de locuitori este cunoscută prin recensămintele populației efectuate în comuna respectivă începând din 1793. Pentru comunele cu mai puțin de 10 000 de locuitori, un recensământ al întregii populații este realizat la fiecare cinci ani, populațiile legale pentru anii intermediari fiind estimate prin interpolare sau extrapolare. Pentru comuna Vittel, primul recensământ exhaustiv în cadrul noului dispozitiv a fost realizat în 2004.
În 2021, comuna număra 167 locuitori, în creștere cu 15,97 % față de 2015 (Vosges: −3,05%, Franța fără Mayotte: +1,84%).
| An        | 1793 | 1821 | 1841 | 1856 | 1876 | 1886 | 1901 | 1921 | 1936 | 1962 | 1982 | 2006 | 2014 | 2021 |
| --------- | ---- | ---- | ---- | ---- | ---- | ---- | ---- | ---- | ---- | ---- | ---- | ---- | ---- | ---- |
| Populație | 300  | 413  | 406  | 283  | 284  | 265  | 211  | 162  | 174  | 153  | 168  | 148  | 141  | 167  |

## Cultura și patrimoniul local

### Locuri si monumente

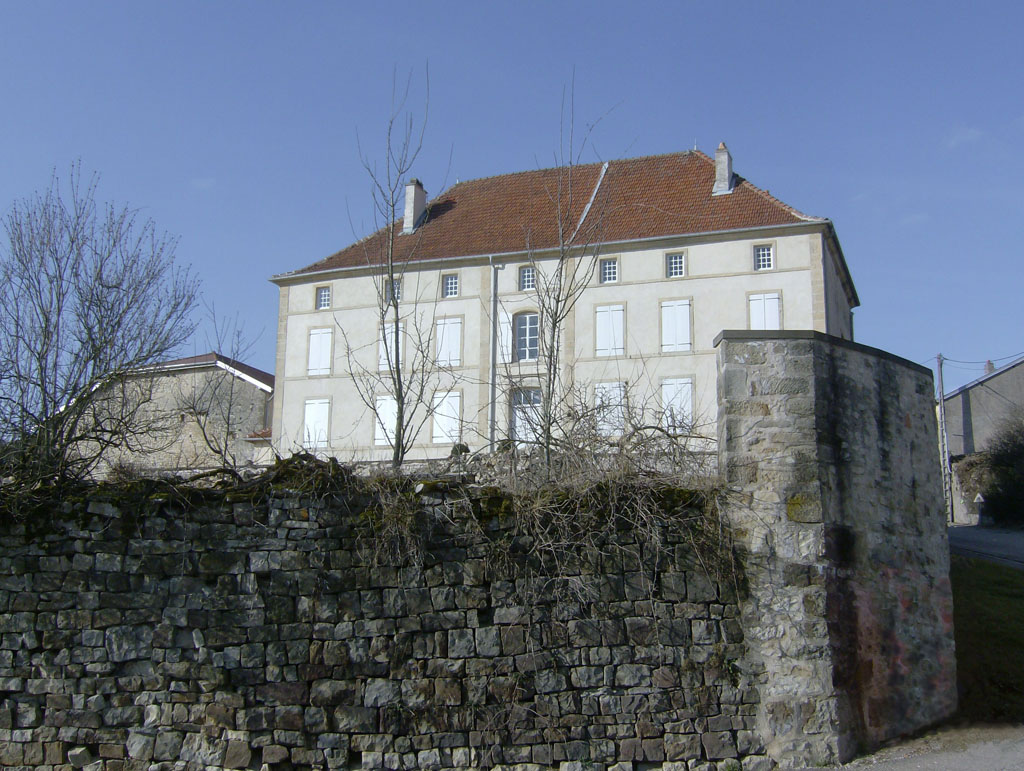
Casa nobiliară du Houx
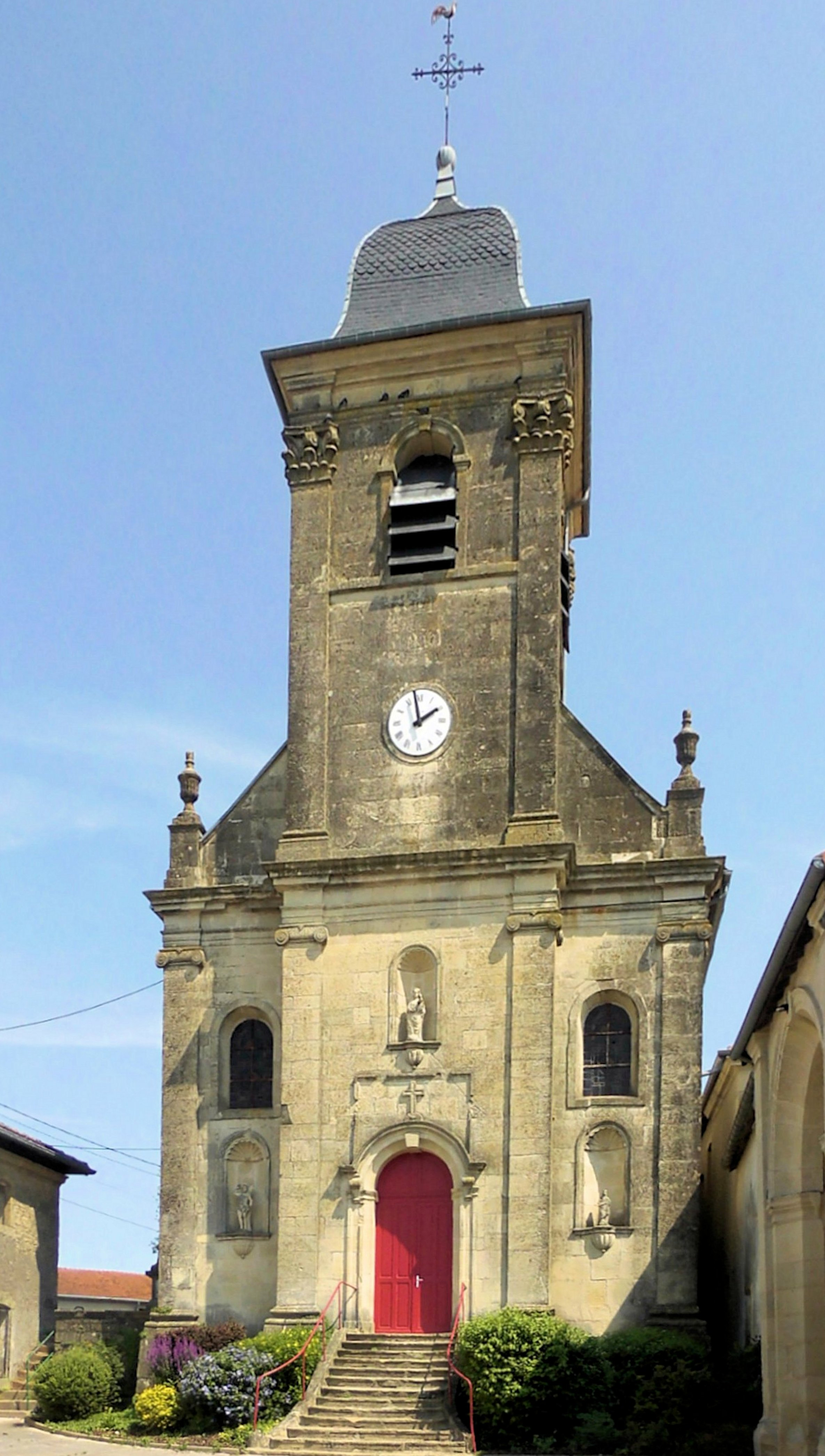
Biserica Saint-Martin a fostei priorii.
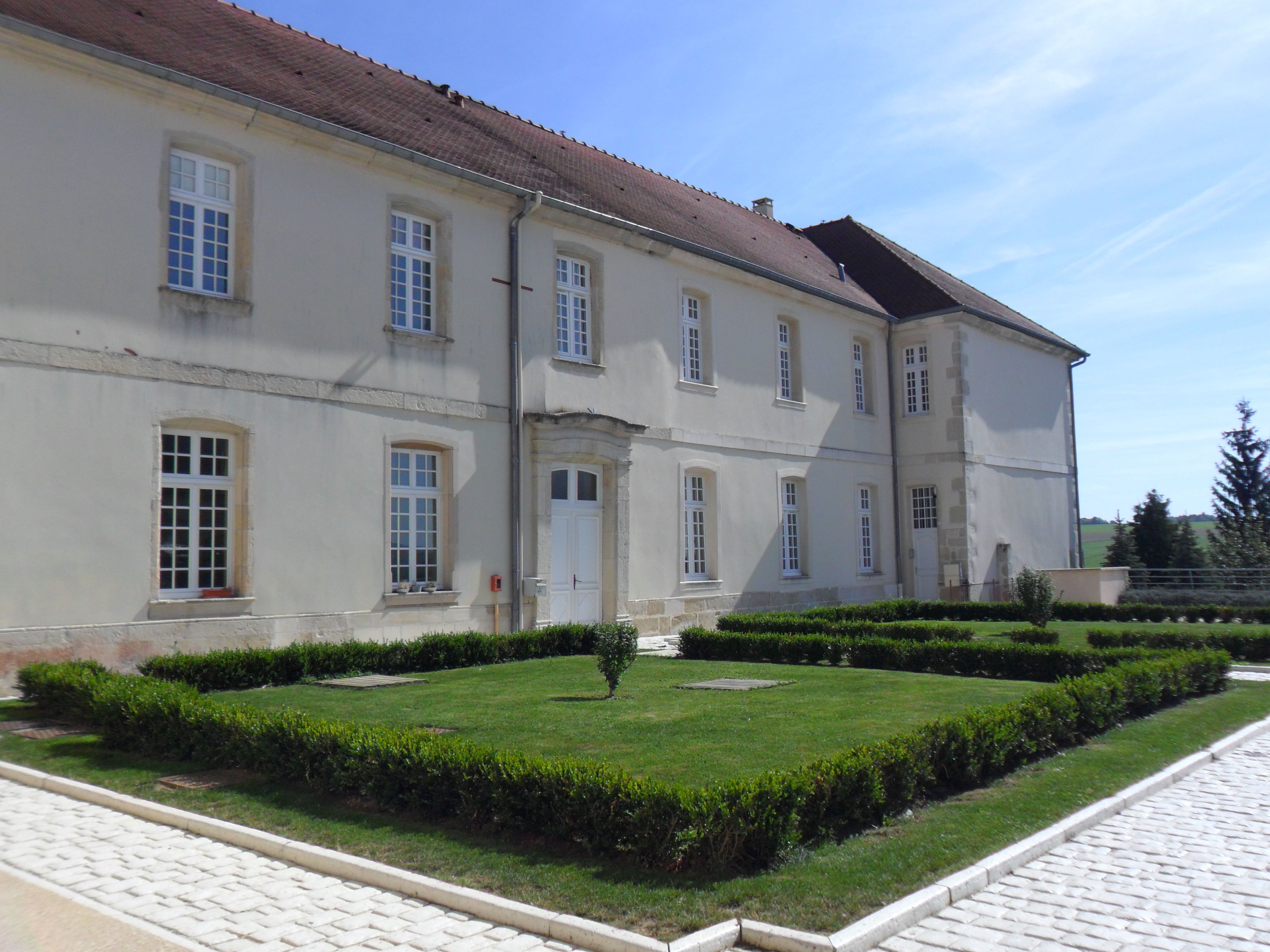
Clădire conventuală a fostei priorii.
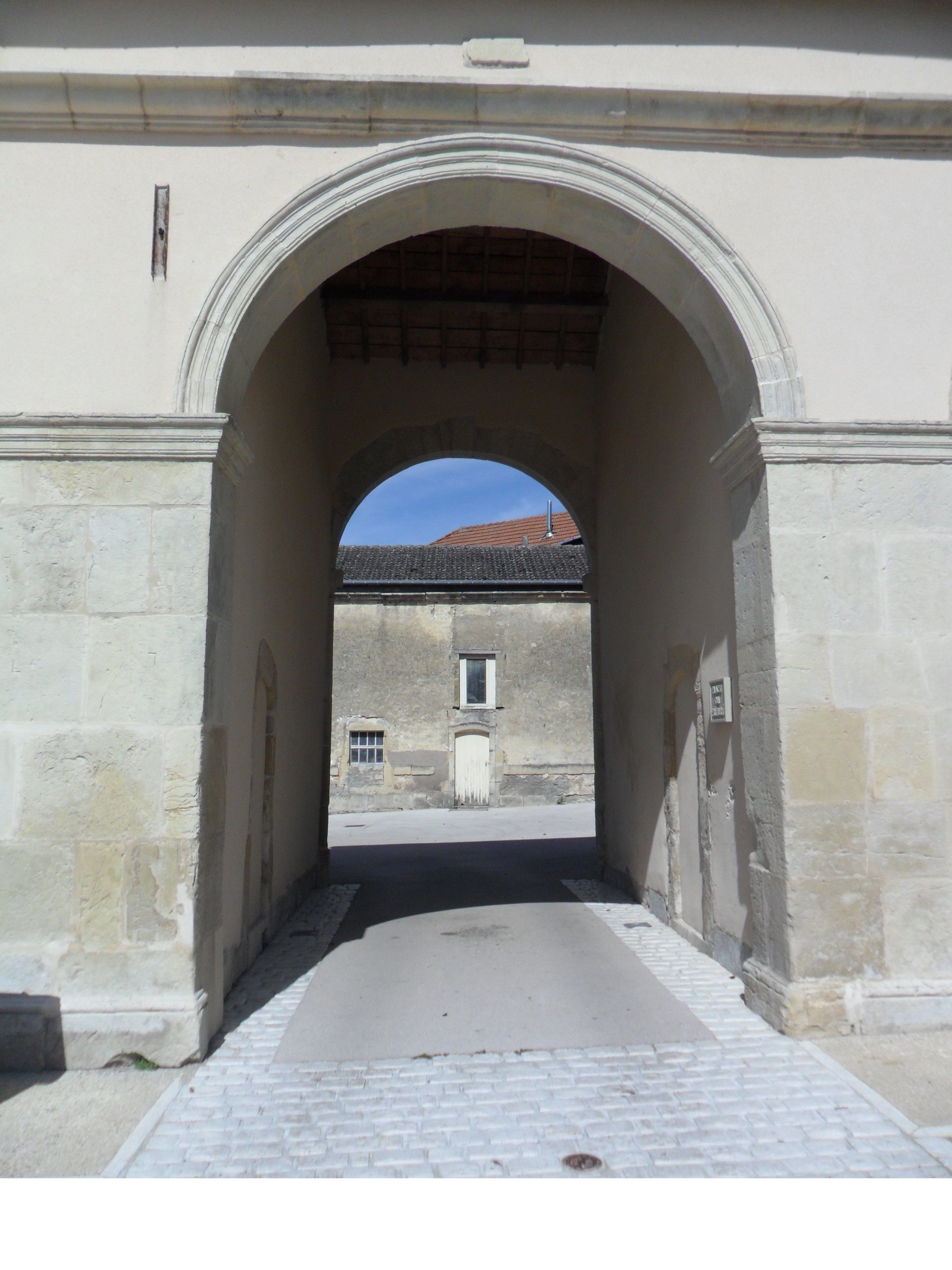
Intrarea fostei priorii.

- Domeniul fostei case seigneuriale du Houx, ale cărei fațade și acoperișuri ale reședinței, precum și grădina, sunt incluse în Inventarul suplimentar al monumentelor istorice printr-un decret din 27 octombrie 2003, iar columbariul este inclus în același inventar printr-un decret din 21 aprilie 2006[34].
- Fostei priorie, fondată în 1662 și reconstruită în 1744, are incluse în lista monumentelor istorice printr-un decret din 15 decembrie 1997 următoarele elemente: biserica, fosta aripă a călugărilor, intrarea și corpul de legătură între intrare și fosta aripă a călugărilor[35].

În biserică se găsesc următoarele:
* Altarul secundar nord.
* Altarul principal.
* Altarul secundar sud.
* Grilajul pentru cor (grilă de comuniune).
* Portretul lui Nicolas Guerguin.
- Monumentul eroilor 1914-1918[41][42][43][44].
- Patrimoniu arhitectural rural inventariat de serviciul Inventarului general al patrimoniului cultural[25].